# 1991-es úszó-Európa-bajnokság
Az 1991-es úszó-Európa-bajnokságot Athénben, Görögországban rendezték augusztus 18. és augusztus 25. között. Az Eb-n 43 versenyszámot rendeztek. 32-t úszásban, 6-ot műugrásban, 3-at szinkronúszásban és 2-t vízilabdában.

## Éremtáblázat
(A táblázatban Magyarország és a rendező nemzet eltérő háttérszínnel kiemelve.)
| Helyezés | Nemzet         | Arany | Ezüst | Bronz | Összesen |
| 1.       | Szovjetunió    | 16    | 7     | 2     | 25       |
| 2.       | Németország    | 6     | 12    | 11    | 29       |
| 3.       | Magyarország   | 5     | 3     | 1     | 9        |
| 4.       | Dánia          | 4     | 0     | 2     | 6        |
| 5.       | Franciaország  | 3     | 5     | 3     | 11       |
| 6.       | Spanyolország  | 2     | 2     | 1     | 5        |
| 7.       | Norvégia       | 2     | 0     | 0     | 2        |
| 8.       | Hollandia      | 1     | 3     | 5     | 9        |
| 9.       | Olaszország    | 1     | 2     | 10    | 13       |
| 10.      | Nagy-Britannia | 1     | 2     | 2     | 5        |
| 11.      | Lengyelország  | 1     | 2     | 1     | 4        |
| 12.      | Jugoszlávia    | 1     | 0     | 0     | 1        |
| 13.      | Románia        | 0     | 4     | 1     | 5        |
| 14.      | Svédország     | 0     | 1     | 2     | 3        |
| 15.      | Görögország    | 0     | 1     | 0     | 1        |
| 16.      | Bulgária       | 0     | 0     | 2     | 2        |
| Összesen | Összesen       | 43    | 44    | 43    | 130      |

## Érmesek

### Úszás
- WR – világrekord

#### Férfi
| Versenyszám               | Arany                                                                                           | Arany    | Ezüst                                                                                  | Ezüst    | Bronz                                                                        | Bronz    |
| ------------------------- | ----------------------------------------------------------------------------------------------- | -------- | -------------------------------------------------------------------------------------- | -------- | ---------------------------------------------------------------------------- | -------- |
| 50 m-es gyorsúszás        | Nils Rudolph · Németország                                                                      | 22,33    | Gennagyij Prigoda · Szovjetunió                                                        | 22,44    | Mike Fibbens · Nagy-Britannia · Volodimir Tkacsenko · Szovjetunió            | 22,72    |
| 100 m-es gyorsúszás       | Alekszandr Popov · Szovjetunió                                                                  | 49,18    | Nils Rudolph · Németország                                                             | 49,52    | Giorgio Lamberti · Olaszország                                               | 49,57    |
| 200 m-es gyorsúszás       | Artur Wojdat · Lengyelország                                                                    | 1:48,10  | Giorgio Lamberti · Olaszország                                                         | 1:48,15  | Roberto Gleria · Olaszország                                                 | 1:48,73  |
| 400 m-es gyorsúszás       | Jevgenyij Szadovij · Szovjetunió                                                                | 3:49,02  | Artur Wojdat · Lengyelország                                                           | 3:49,09  | Giorgio Lamberti · Olaszország                                               | 3:50,46  |
| 1500 m-es gyorsúszás      | Jörg Hoffmann · Németország                                                                     | 15:02,57 | Ian Wilson · Nagy-Britannia                                                            | 15:02,72 | Sebastian Wiese · Németország                                                | 15:14,30 |
|                           |                                                                                                 |          |                                                                                        |          |                                                                              |          |
| 100 m-es hátúszás         | Martin López-Zubero · Spanyolország                                                             | 55,30    | Dirk Richter · Németország                                                             | 56,04    | Franck Schott · Franciaország                                                | 56,29    |
| 200 m-es hátúszás         | Martin López-Zubero · Spanyolország                                                             | 1:58,66  | Dirk Richter · Németország · Vladimir Selkov · Szovjetunió                             | 2:00,18  | nem adták ki                                                                 |          |
|                           |                                                                                                 |          |                                                                                        |          |                                                                              |          |
| 100 m-es mellúszás        | Rózsa Norbert · Magyarország                                                                    | 1:01,49  | Adrian Moorhouse · Nagy-Britannia                                                      | 1:01,89  | Gianni Minervini · Olaszország                                               | 1:02,41  |
| 200 m-es mellúszás        | Nick Gillingham · Nagy-Britannia                                                                | 2:12,55  | Rózsa Norbert · Magyarország                                                           | 2:12,58  | Sergio López · Spanyolország                                                 | 2:13,40  |
|                           |                                                                                                 |          |                                                                                        |          |                                                                              |          |
| 100 m-es pillangóúszás    | Vladislav Kulikov · Szovjetunió                                                                 | 54,22    | Martin López-Zubero · Spanyolország                                                    | 54,30    | Nils Rudolph · Németország                                                   | 54,31    |
| 200 m-es pillangóúszás    | Franck Esposito · Franciaország                                                                 | 1:59,59  | Rafał Szukała · Lengyelország                                                          | 2:01,01  | Christophe Bordeau · Franciaország                                           | 2:01,25  |
|                           |                                                                                                 |          |                                                                                        |          |                                                                              |          |
| 200 m-es vegyesúszás      | Lars Sørensen · Dánia                                                                           | 2:02,63  | Christian Gessner · Németország                                                        | 2:02,66  | Luca Sacchi · Olaszország                                                    | 2:02,93  |
| 400 m-es vegyesúszás      | Luca Sacchi · Olaszország                                                                       | 4:17,81  | Patrick Kühl · Németország                                                             | 4:17,85  | Christian Gessner · Németország                                              | 4:19,66  |
|                           |                                                                                                 |          |                                                                                        |          |                                                                              |          |
| 4 × 100 m-es gyorsváltó   | Szovjetunió · Pavel Khnykin · Gennagyij Prigoda · Venyiamin Tajanovics · Alekszandr Popov       | 3:17,11  | Németország · Silko Günzel · Nils Rudolph · Steffen Zesner · Dirk Richter              | 3:18,31  | Svédország · Tommy Werner · Göran Titus · Anders Holmertz · Göran Jansson    | 3:20,42  |
| 4 × 200 m-es gyorsváltó   | Szovjetunió · Dmitrij Lepikov · Vlagyimir Pisnyenko · Venyiamin Tajanovics · Jevgenyij Szadovij | 7:15,96  | Olaszország · Emanuele Idini · Roberto Gleria · Stefano Battistelli · Giorgio Lamberti | 7:18,30  | Németország · Steffen Zesner · Uwe Daßler · Christian Keller · Jörg Hoffmann | 7:19,13  |
| 4 × 100 m-es vegyes váltó | Szovjetunió · Vladimir Selkov · Dmitri Volkov · Vladislav Kulikov · Alekszandr Popov            | 3:39,68  | Franciaország · Franck Schott · Cédric Penicaud · Bruno Gutzeit · Christophe Kalfayan  | 3:42,15  | Magyarország · Deutsch Tamás · Rózsa Norbert · Horváth Péter · Szabados Béla | 3:42,35  |

#### Női
| Versenyszám               | Arany                                                                                        | Arany      | Ezüst                                                                           | Ezüst   | Bronz                                                                                | Bronz   |
| ------------------------- | -------------------------------------------------------------------------------------------- | ---------- | ------------------------------------------------------------------------------- | ------- | ------------------------------------------------------------------------------------ | ------- |
| 50 m-es gyorsúszás        | Simone Osygus · Németország                                                                  | 25,80      | Catherine Plewinski · Franciaország                                             | 25,84   | Inge de Bruijn · Hollandia                                                           | 25,91   |
| 100 m-es gyorsúszás       | Catherine Plewinski · Franciaország                                                          | 56,20      | Karin Brienesse · Hollandia                                                     | 56,44   | Simone Osygus · Németország                                                          | 56,47   |
| 200 m-es gyorsúszás       | Mette Jacobsen · Dánia                                                                       | 2:00,29    | Catherine Plewinski · Franciaország                                             | 2:00,34 | Liliana Dobrescu · Románia                                                           | 2:01,77 |
| 400 m-es gyorsúszás       | Irene Dalby · Norvégia                                                                       | 4:11,63    | Beatrice Căslaru · Románia                                                      | 4:12,33 | Cristina Sossi · Olaszország                                                         | 4:12,35 |
| 800 m-es gyorsúszás       | Irene Dalby · Norvégia                                                                       | 8:32,08    | Jana Henke · Németország                                                        | 8:32,25 | Cristina Sossi · Olaszország                                                         | 8:33,79 |
|                           |                                                                                              |            |                                                                                 |         |                                                                                      |         |
| 100 m-es hátúszás         | Egerszegi Krisztina · Magyarország                                                           | 1:00,31 WR | Szabó Tünde · Magyarország                                                      | 1:01,31 | Dagmar Hase · Németország                                                            | 1:02,42 |
| 200 m-es hátúszás         | Egerszegi Krisztina · Magyarország                                                           | 2:06,62 WR | Szabó Tünde · Magyarország                                                      | 2:11,42 | Dagmar Hase · Németország                                                            | 2:12,22 |
|                           |                                                                                              |            |                                                                                 |         |                                                                                      |         |
| 100 m-es mellúszás        | Elena Roudkovskaya · Szovjetunió                                                             | 1:09,05    | Svetlana Bondarenko · Szovjetunió                                               | 1:09,99 | Tanya Dangalakova · Bulgária                                                         | 1:10,12 |
| 200 m-es mellúszás        | Elena Roudkovskaya · Szovjetunió                                                             | 2:29,50    | Beatrice Căslaru · Románia                                                      | 2:32,00 | Tanya Dangalakova · Bulgária                                                         | 2:32,09 |
|                           |                                                                                              |            |                                                                                 |         |                                                                                      |         |
| 100 m-es pillangóúszás    | Catherine Plewinski · Franciaország                                                          | 1:00,32    | Inge de Bruijn · Hollandia                                                      | 1:01,64 | Therèse Lundin · Svédország                                                          | 1:01,80 |
| 200 m-es pillangóúszás    | Mette Jacobsen · Dánia                                                                       | 2:12,87    | Sabine Herbst · Németország                                                     | 2:14,72 | Berit Puggard · Dánia                                                                | 2:14,80 |
|                           |                                                                                              |            |                                                                                 |         |                                                                                      |         |
| 200 m-es vegyesúszás      | Daniela Hunger · Németország                                                                 | 2:15,15    | Beatrice Căslaru · Románia                                                      | 2:16,68 | Marion Zoller · Németország                                                          | 2:17,43 |
| 400 m-es vegyesúszás      | Egerszegi Krisztina · Magyarország                                                           | 4:39,78    | Beatrice Căslaru · Románia                                                      | 4:44,67 | Ewa Synowska · Lengyelország                                                         | 4:47,92 |
|                           |                                                                                              |            |                                                                                 |         |                                                                                      |         |
| 4 × 100 m-es gyorsváltó   | Hollandia · Diana van der Plaats · Inge de Bruijn · Marieke Mastenbroek · Karin Brienesse    | 3:45,36    | Németország · Daniela Hunger · Katrin Meißner · Dagmar Hase · Simone Osygus     | 3:45,54 | Dánia · Mette Nielsen · Gitta Jensen · Berit Puggard · Mette Jacobsen                | 3:46,36 |
| 4 × 200 m-es gyorsváltó   | Dánia · Annette Poulsen · Gitta Jensen · Berit Puggard · Mette Jacobsen                      | 8:05,90    | Németország · Dagmar Hase · Manuela Stellmach · Simone Osygus · Heike Friedrich | 8:10,26 | Hollandia · Ellen Elzerman · Baukje Wiersma · Diana van der Plaats · Karin Brienesse | 8:13,97 |
| 4 × 100 m-es vegyes váltó | Szovjetunió · Natalya Krupskaya · Elena Roudkovskaya · Elena Kononenko · Yevgeniya Yermakova | 4:08,55    | Németország · Dagmar Hase · Sylvia Gerasch · Katrin Meißner · Simone Osygus     | 4:10,10 | Hollandia · Ellen Elzerman · Kira Bulten · Inge de Bruijn · Karin Brienesse          | 4:14,03 |

### Műugrás

#### Férfi
| Versenyszám         | Arany                               | Arany  | Ezüst                         | Ezüst  | Bronz                          | Bronz  |
| ------------------- | ----------------------------------- | ------ | ----------------------------- | ------ | ------------------------------ | ------ |
| 1 m-es műugrás      | Andrey Semenyuk · Szovjetunió       | 395,19 | Peter Böhler · Németország    | 383,76 | Edwin Jongejans · Hollandia    | 359,64 |
| 3 m-es műugrás      | Albin Killat · Németország          | 639,45 | Joakim Andersson · Svédország | 597,03 | Davide Lorenzini · Olaszország | 596,28 |
| 10 m-es toronyugrás | Vlagyimir Tyimosinyin · Szovjetunió | 606,21 | Dmitri Sautin · Szovjetunió   | 602,22 | Bobby Morgan · Nagy-Britannia  | 578,67 |

#### Női
| Versenyszám         | Arany                          | Arany  | Ezüst                      | Ezüst  | Bronz                          | Bronz  |
| ------------------- | ------------------------------ | ------ | -------------------------- | ------ | ------------------------------ | ------ |
| 1 m-es műugrás      | Brita Baldus · Németország     | 282,54 | Irina Lashko · Szovjetunió | 269,52 | Conny Schmalfuss · Németország | 238,50 |
| 3 m-es műugrás      | Irina Lashko · Szovjetunió     | 524,97 | Vera Ilyina · Szovjetunió  | 513,03 | Brita Baldus · Németország     | 498,03 |
| 10 m-es toronyugrás | Yelena Miroshina · Szovjetunió | 453,90 | Inga Afonina · Szovjetunió | 423,29 | Ute Wetzig · Németország       | 382,47 |

### Szinkronúszás
| Versenyszám | Arany                                      | Arany   | Ezüst                                        | Ezüst   | Bronz                                     | Bronz   |
| ----------- | ------------------------------------------ | ------- | -------------------------------------------- | ------- | ----------------------------------------- | ------- |
| Egyéni      | Olga Sedakova · Szovjetunió                | 180,286 | Christina Thalassinidou · Görögország        | 178,800 | Anne Capron · Franciaország               | 175,820 |
| Páros       | Szovjetunió · Anna Kozlova · Olga Sedakova | 179,572 | Franciaország · Anne Capron · Céline Leveque | 174,729 | Hollandia · Marjolijn Both · Tamara Zwart | 173,351 |
| Csapat      | Szovjetunió                                | 178,112 | Franciaország                                | 173,753 | Olaszország                               | 171,889 |

### Vízilabda
| Versenyszám | Arany        | Ezüst         | Bronz       |
| ----------- | ------------ | ------------- | ----------- |
| Férfi       | Jugoszlávia  | Spanyolország | Szovjetunió |
| Női         | Magyarország | Hollandia     | Olaszország |